# Lajeosa do Mondego
Lajeosa do Mondego es una freguesia portuguesa del concelho de Celorico da Beira, con 12,29 km² de superficie y 783 habitantes (2001). Su densidad de población es de 63,7 hab/km².